# Битка за Србију
Битка за Србију 1944. је заједнички савезнички подухват са циљем успостављања јаког упоришта и овладавања средишњим комуникацијским простором немачких снага на Балкану, односно Групе армија Ф. Дејства на тлу извршавала је НОВЈ, а Савезници су обезбеђивали борбено садејство, снабдевање и помоћ из ваздуха.
Након слома устанка крајем 1941, Србија је у великој мери била пацификована територија. Осим у пар краткотрајних епизода, на њеној територији више није било оперативних трупа до септембра 1944. Немци су за одржавање реда и мира користили полицијски пук, разне квислиншке страже, територијалне батаљоне, и „од резервиста састављени буг. Окупациони корпус са 35 батаљона, који је услед неспретног командовања, недостатка наоружања, недостатка обуке и слабог расположења за борбу, једва одговарао борбеној вредности немачких ландесшицен-јединица”. Жариште ратних дејстава преместило се западно од Дрине и јужно од Лима.
Територија Србије била је међутим од кључног значаја за све актере. Сва четири конкретна актера: немачка Команда Југоистока, Савезничка Команда Средоземља, НОВЈ и ЈВуО, имала су конкретне интересе у Србији, и на основу њих су формулисали своје стратегије. На основу поклапања интереса су се формирале коалиције.
Од краја 1943. Савезници су променили став према Михаиловићевим снагама, а приоритет њихове политике у Југославији постала је помоћ јачању снага НОВЈ у Србији. Врховни штаб НОВЈ правио је планове да се јачање партизанских снага у Србији потпомогне продором јачих снага из Босне и Црне Горе. Немачка команда, као и Михаиловић, били су решени да то спрече.
С обзиром на Дрину као природну препреку погодну за одбрану, планови НОВЈ састојали су се у концентрисању снага на левој страни Лима, где би се јединице прикупиле, средиле и припремиле за упад у дубину Србије. Немачка Команда Југоистока с обзиром на то решила је да брани Србију активним дејствима — спречавањем покрета јединица НОВЈ кроз Босну према западу, као и низом крупних и амбициозних операција у Санџаку и источној Босни срачунатих на разбијање концентрација НОВЈ и њихово онеспособљавање за офанзивна дејства. Снаге ЈВуО, са своје стране, са великим ентузијазмом учествовале су у овим операцијама, као и у оним које је организовао немачки командант Србије против локалних партизана и повремених продора.
Врхунац овог садејства наступио је у августу 1944, што је уједно био и преломни период у којем су се одвијала најинтензивнија и најмасовнија дејства. У првој половини септембра, немачка одбрана Србије са запада, већ компромитована крупним продорима НОВЈ, доживела је слом услед избијања опасности од Црвене армије са истока.
У том тренутку Савезници и НОВЈ имали су све адуте у рукама. Операцијом Ратвик и борбама у Македонији Немци су спречени у покушају да ефикасно појачају одбрану Србије, и битка за Србију дефинитивно је решена током октобра, Београдском операцијом — упадом добро опремљених снага Црвене армије, којој је НОВЈ представљала драгоценог партнера, како покривањем територије и комуникација по дубини, тако и као фронтовска пешадија.
Тиме је битка за Србију решена. Даља збивања у југозападном делу нису имала за циљ враћања контроле над Србијом, него су била везана за пробој Групе армија Е из Грчке.

## Стратешки значај Србије
Два војно-политичка покрета, Титов Народноослободилачки покрет и Михаиловићев Равногорски покрет, имали су опречне концепције и супротстављене намере у погледу карактера друштва и организације државе. Оба покрета била су решена да доминирају Србијом. Посебан разлог састојао се у томе што су се оба покрета декларисала као југословенски, а Србија је представљала кључни фактор без којег Југославија није могућа.
Страним зараћеним странама Србија је била значајна из више разлога:
1. располагала је извесним ресурсима значајним за вођење рата — првенствено пољопривредним и рудним.
2. Србија је на посебно важном стратешком положају. С обзиром на развој рата у медитеранском басену, Немци су на Балкану алоцирали две крупне оперативне формације: Другу оклопну армију у Југославији и Групу армија Е у Грчкој. С обзиром на све могуће оперативне сценарије, од кључног значаја биле су добре, широко пропусне комуникације између њих, како за снабдевање, тако и за евентуално рокирање снага. Међутим, услед конфигурације терена и неразвијене инфраструктуре, постојао је само један одговарајући комуникацијски канал: моравско-вардарски правац. Услед тога, Балкан је, иако географски широко полуострво, комуникацијски представљао теснац. Ова зависност од једне комуникације представљала је проблем за Немце с једне, а привлачан мотив за деловање за Савезнике са друге стране. Са савезничке тачке гледишта, с обзиром на издуженост, комуникација је била тешка за брањење, и на њој су се могли постићи релативно скромним снагама веома значајни резултати. Дакле, са становишта савезничке Команде Медитерана, Србија је била платформа са које се могла нападати немачка витална комуникација.
3. Хитлер је имао погледе на политичку будућност Европе који су неспојиви са ставовима осталих субјеката, али су се и визије Савезника између себе у приличној мери разликовале. Стога заснивање неког будућег политичког утицаја није био безначајан мотив ни за једну страну.

Тако су се у другој половини 1943. профилисале намере и интереси главних претендената на Србију:
1. НОВЈ је имала планове да освоји стратешке положаје у Србији, да би осигурала политичку и војну доминацију
2. ЈВуО је имала намеру да то спречи по сваку цену
3. Савезничка Команда Медитерана планирала је да искористи НОВЈ за стварање проблема Немцима на виталној комуникацији
4. Немачка Команда Југоистока имала је намеру да чврсто држи и брани Србију и одржи безбедност комуникација.
5. Црвена армија није испољавала утицај ни намере према Србији до септембра 1944. Тада је Србија за њу постала добра оперативна прилика, у случају успешног блокирања немачких снага од стране НОВЈ и западних Савезника.

## Еволуција става Савезника
Уједињено Краљевство је из разлога идеолошке блискости и лојалности југословенском краљу и влади у новембру 1941. обећала пуну подршку Михаиловићу, додуше под условом да постигне споразум са „другим елементима отпора”. Међутим, стварна ситуација на терену била је доста добро позната.
Na ovom našem sastanku saznali smo da je već u srpnju [julu] 1942. Glenconner pisao Južnom odjelu Foreign Officea: »Kao što znamo, svu aktivnost u Jugoslaviji morali bismo zapravo pripisati partizanima. Međutim, kad je riječ o javnoj upotrebi (tog podatka), ne vidim zašto bi bilo štetno da nešto od toga pripišemo u zaslugu Mihailoviću.«
Многи аутори генезу ставова Савезника према збивањима у Југославији објашњавају превасходно политичким мотивима. Они су на крају и играли значајну улогу. Међутим, у овом периоду, од лета 1943. до лета 1944, још је била доминантна концепција да је основи циљ да се војно порази Немачка, да треба радити све што је могуће да јој се нанесе што већа штата, док је све друго од секундарног значаја. Политичка теорија генезе савезничког става према Југославији заснива се такође на нетачној претпоставци о занемарљиво малом значају збивања у Југославији на рат као целину.
Насупрот овој концепцији, управо је армија, а не политика, вршила притисак и предузимала кораке у овој еволуцији.
Насупрот теорији завере Дејвида Мартина, савезнички Командант Средоземља је у врло малој мери зависио од информација прикупљених преко СОЕ. Он је имао више извора квалитетних и исцрпних информација:
- Савезнички експерти успели су да декодирају немачке шифре серије Ултра[7], тако да је генерал Вилсон имао сваког дана на свом столу извештај о немачком радио-саобраћају. Бејзил Дејвидсон из СОЕ изјавио је да су почетком 1943, очигледно по одлуци неке више команде ти извештаји почели стизати и до СОЕ:

Mislim da smo intercepte počeli dobivati početkom siječnja 1943. godine i da su oni vjerojatno počeli stizati na moj stol već početkom siječnja. Bilo je veoma jasno da su to intercepti brzojavki Sicherheitsdiensta u Jugoslaviji, dakle da su krajnje vrijedna obavještenja… Bile su to brzojavke na primjer ovakva sadržaja: »Partizani koji su dosad bili u X ili Y nalaze se u pokretu prema Z. Šaljemo protiv njih četnike.« Drugi faktor od historijskog značenja jest u tome da su ta obavještenja odigrala veoma krupnu ulogu u odluci premijera (Churchilla), do koje je došlo kad je on u veljači 1943. stigao u Kairo da se iniciraju promjene u našoj politici.
- Осовинска штампа, нарочито у Италији, доста је писала о операцијама у Југославији, при чему је отворено приказивала широку сарадњу са четницима.
- Савезнички официри у Југославији, нарочито Бил Хадсон, успели су у другој половини 1942. да путем радио-порука до неке мере опишу ситуацију на терену на коме су се кретали.[10]

Услед знатно већег броја извора, командант Средоземља, генерал Вилсон, који се тада налазио у Каиру, имао је јаснију укупну слику о ситуацију и чиниоцима у Југославији него пуковник Бејли који се налазио у Михаиловићевом штабу у Липову код Колашина.

### „Ибарски телеграм”
Након пораза на Неретви, при чему су Михаиловићеве снаге савезнички сарађивале са Италијанима док се британска армија борила против Италијана у Африци, са аспекта Команде Средоземља, ситуација у Југославији је изгледала овако:
Партизанске снаге воде борбе и пружају ефикасан отпор Осовини. Међутим, како изгледа, партизани су након слома устанка изгубили ослонац у Србији. Тамо још увек постоје извесне Михаиловићеве снаге које би се можда могле навести да предузму нешто корисно за савезничку ствар. На основу оваквог виђења ситуације, Командант Средоземља је у мају 1943, пре него што је мисија СОЕ уопште стигла до Титовог Врховног штаба, послао Михаиловићу чувени такозвани „ибарски телеграм”, који је послат официру за везу, пуковнику Бејлију, да га уручи Михаиловићу, што је овај учинио 29. маја 1943:
Рат на Средоземљу дошао је у фазу када се савезничка офанзива може сматрати неминовном. Апсолутно је потребно да генерал Михаиловић сада почне да извршава обавезе које је раније прихватио и да у овом тренутку сарађује у потпуности… Михаиловић не представља борбену снагу од неког значаја западно од Копаоника. Његове јединице у Црној Гори, Херцеговини и Босни већ су уништене или тесно сарађују са Осовином. Исто тако је тешко рећи да његове јединице постоје у Хрватској, Словенији и Славонији… Партизани представљају добру и ефикасну борбену снагу у свим крајевима, где једино квислинзи представљају генерала Михаиловића.
Зато је одлучено: обавестићете Михаиловића да британска Главна команда Средњег истока захтева да он, као савезник, прекине сваку сарадњу са Осовином и да крене на исток, у Србију. Тамо треба да успостави пуну власт и лични утицај да би наставио с нападима на непријатељске комуникације.
Обавестићете Михаиловића да одмах иде на Копаоник са свим својим оданим официрима и људима; ако је потребно, нека се пробија силом, оружаним снагама.
Британска Главна команда сматраће убудуће област под његовом командом и утицајем ограничену на западу борбеним елементима који већ постоје на десној обали реке Ибар и према југу до Скопља. На ову територију британска Главна команда послаће велику помоћ ваздушним путем.
Молимо да све ово објасните Михаиловићу, да му пренесете ове одлуке на што је могуће више категоричан начин и да настојите да добијете његов брзи и недвосмислен пристанак за њихово остварење. Ви и цела Британска мисија пратићете Михаиловића на Копаоник и настојати да његова сарадња буде искрена и успешна… Тражимо од Лондона да се споразуме са краљем Петром и Јовановићем да пошаљу упутства Михаиловићу, обавештавајући га да је најтешња координација акције са савезничким силама неопходна с обзиром на будуће операције у јужној Европи.
Овај захтев, потекао од надлежне војне команде, инспирисан ратним оперативним интересима, повучен је на захтев британске владе. Наступио је период прилагођавања, одмеравања и преговарања.

### Децембарски телеграм
Иако је у међувремену Михаиловић повео акцију против немачких снага и снага НДХ која је „потрајала шест недеља”. Командант Средоземља оценио је да се ради о споредним и краткотрајним активностима, уз избегавање да се предузме нешто на комуникацијама значајним за Савезнике и за Немце. Стога је 9. децембра 1943. послао Михаиловићу телеграм којим захтева извршење спецификованих напада на комуникацији, а која почиње речима:
1. Слобода којом се Немци служе железничким пругама од Грчке до Београда за превоз и издржавање трупа неподношљива је.
Овај телеграм сматра се неком врстом ултиматума Михаиловићу. Наведени напади на комуникације никад нису изведени, и генерал Вилсон је средином децембра свим савезничким официрима при Михаиловићевим снагама дао инструкцију да су слободни да напусте четнике и да се повежу са најближим партизанским снагама. Међутим, ова акција евакуације савезничких официра из разлога безбедности одвијала се у етапама све до краја маја 1944.
Премијер Уједињеног Краљевства Винстон Черчил донео је формалну одлуку о повлачењу подршке Михаиловићу 17. фебруара 1944. Након тога савезничка помоћ усмерена је на јачање снага НОВЈ у Србији.
У међувремену је Савезничка главна команда почела да све већу пажњу усмерава на Србију.
Стратегијски значај Србије био је очигледан. Она се налазила на железничкој прузи Београд - Солун, комуникацији од животне важности за непријатеља. Њен би значај био повећан ако се искрцају савезници негде на Балкану, што је у то време још увек била могућност која је долазила у обзир.
До тада смо Србију сматрали за првенствено четнички домен. Материјал који смо им тамо раније достављали избациван је Михаиловићу. Али резултати су, по мишљењу Команде Блиског истока, били разочаравајући. Нарочито није долазило или веома мало до пресецања саобраћаја на прузи Београд - Солун…
У Доњем дому г. Черчил је објаснио поступак владе. „Разлог - рекао је - зашто смо обуставили снабдевање Михаиловића оружјем и нисмо му дали подршку био је једноставан. Он се није борио против непријатеља и, штавише, неки његови потчињени правили су споразуме са непријатељем."
Овако се завршила веза која се још од почетка заснивала на неспоразуму. Уз помоћ наше пропаганде, ми смо у нашој машти од Михаиловића направили нешто што он никада озбиљно није ни представљао. Сад смо га одбацили, јер није испунио наша сопствена очекивања.
Пошто је одлучено да се четници одбаце, задатак наше политике био је да што пре помогнемо јачање партизана у Србији… Сада су српски партизани имали висок степен приоритета за добијање материјала…
Након низа сложених борби, замишљена велика комбинована операција трупа на земљи и ваздухопловства против виталних комуникација, изведена је у првој недељи септембра 1944. у сарадњи НОВЈ и савезничког ваздухопловства. Она је позната по свом кодном називу „Операција Ратвик” (енгл. Ratweek), и имала је велики значај за даље одвијање рата у Европи.

## Ангажоване и расположиве снаге
На тај начин стицај околности формирао је две невољне коалиције у бици за Србију:
- Са једне стране налазили су се НОВЈ и Савезници који се имали заједнички интерес поседања стратешких положаја у Србији од стране НОВЈ. Упркос обостраном неповерењу које се задржало до краја рата, Савезници су се директно и намерно интензивно ангажовали у помагању похода НОВЈ на Србију. Та подршка укључивала је непосредну тактичку ваздушну подршку, снабдевање оружјем и опремом, транспорт и збрињавање рањеника, као и политичку и пропагандну помоћ.
- Са друге стране, поклапао се интерес немачке Команде Југоистока и ЈВуО да их у томе спрече. Упркос масовном војном присуству на Балкану (преко 600.000 оперативних трупа), услед интензивног партизанског рата Немци нису били у стању да држе ситуацију под контролом без помоћи локалних снага. У многим подручјима, укључујући Србију, делатност четника против партизана била је за Немце драгоцена.

Ни једна од коалиција није заснована на искрености ни блискости, него на нужди и интересу. Партнери су до краја остали опрезни и подозриви једни према другима.
У тренутку кризе, августа 1944. Командант Југоистока решио је да унапреди дотадашњу несистематичну али углавном задовољавајућу сарадњу са четницима. Приликом свог реферисања Хитлеру, са циљем да добије одобрење за комплетно наоружавање и опремање Михаиловићевих трупа, фон Вајхс је изложио заједнички интерес двеју страна:
У вези са тим, господин командант Југоистока износи најновији развој ситуације непријатеља у Србији… У целини се уз то утврђује да
а) је Тито спознао да своје велике политичке циљеве може да постигне само запоседањем Србије,
б)…
ц) снабдевање Титових банди услеђује од стране Англоамериканаца у знатном обиму
…
При оцени мотива који су довели до понуде Недић - Дража Михаиловић, господин командант Југоистока указује
а) на неоспорно постојеће угрожавање свих националних Срба, …

б) на личност ДМ, који је у стварности вођа свих антикомунистичких и за борбу вољних елемената Србије, но који, из обзира према свом народу, који у њему жели да види непомирљивог националног хероја, и с обзиром на каснији војнички и политички развој у Србији, жели да својој личности наметне сваку политичку суздржљивост. Кад ДМ, из нужде, због ситуације у којој се налази, данас више-мање ултимативно захтева муницију и оружје, то се, на основу досадашњих искустава, може бити убеђен да ће он то оружје и муницију употребити у борби против Тита.

### Расположиве снаге
СОЕ је у меморандуму начелницима штабова октобра 1943. снаге НОВЈ проценио на око 180.000 наоружаних бораца, а Михаиловићеве на око 20.000. Немачка Команда Југоистока проценила је Михаиловићеве снаге у децембру 1943. на 31 хиљаду људи (Словенија 500, северна Далмација и Лика 2.000, западна Босна 1.500, источна Босна 3.000, Херцеговина 3.000, Црна Гора 5.000, југозападна Србија 2.500, северозападна Србија 3.000, средња Србија 3.000, Копаоника 1.500, југоисточна Србија 3-4.000 и североисточна Србија око 2.000). У јулу 1944. Немци су процењивали Михаиловићеве снаге у Србији на 25.000 (северозападна Србија 2.500; југозападна Србија 3.000; југоисточна Србија 1.500; североисточна Србија 5.500 и средња Србија 12.500). Међутим, Михаиловићев утицај био је већи него што је то број бораца у јединицама показивао, па је фон Вајхс био уверен да би, уз немачку помоћ и опрему, био у стању да организује армију од 50.000 људи.
Снаге НОВЈ биле су знатно бројније, и, почев од капитулације Италије, знатно боље наоружане. Међутим, њихова се организација у самој Србији обнављала спорије. У новембру 1943. у Србији су имали свега око 1.700 људи у оперативним јединицама. У следећем периоду ситуација се преокренула. Већ у јуну 1944. снаге НОВЈ у Србији нарасле су на 13.000, са тенденцијом даљег брзог раста. Врховни штаб НОВЈ био је одлучан да искористи ову тенденцију, и да ради тога у Србију убаци јаке и искусне трупе са запада. Немци су са великом одлучношћу и значајним успехом спроводили акције против пребацивања снага НОВЈ (велику помоћ представљао им је увид у радио-саобраћај штабова НОВЈ, чије су шифре провалили). Ипак последњих дана јула једна оперативна група (три дивизије, око 8.000 људи), а крајем августа још једна (две дивизије, око 7.000 људи) — обе високе борбене вредности — успеле су да разбију немачке запреке, савладају оперативни притисак Друге оклопне армије и продру у дубину Србије. Све ове формације практично су удвостручене бројчано већ првих недеља, али борбена вредност није расла истом брзином.
Са своје стране, Немци су у Србији располагали само симболичним полицијским и територијалним снагама другоразредне борбене вредности као и са неких 5.000 бораца СДК, и исто толико припадника РЗК. Српска државна и гранична стража имале су у свом саставу око 13.000 људи. Главнина ове формације преформирана је у септембру у јединицу под називом Српски ударни корпус (јачине 6.800) и стављена под Михаиловићеву команду. Поред тога, у Србији се до краја августа налазило око 25.000 бугарских резервиста.
Фронтовске јединице биле су распоређене у околним подручјима: 21. брдски корпус (око 60.000 људи) у Црној Гори и северној Албанији, 5. СС корпус (60.000) у источној Босни, Херцеговини и јужној Далмацији, 15. брдски корпус (око 60.000) у подручју западно од реке Босне а јужно од Саве, и 69. резервни корпус (30-40.000) северно од Саве. Поред њих, Команда Југоистока формирала је мобилну оперативну групу, која је у августу бројала око 50.000 људи, била под тактичком командом штаба 5. СС корпуса, и која је изводила операције против НОВЈ у Санџаку, Црној Гори и источној Босни.
Током септембра ова оперативна група морале је међутим да буде по деловима померена у источну Србију, ради формирања фронта према наступајућој Црвеној армији. И поред евакуације Грчке, до новембра 1944. Команда Југоистока успела је да од својих преко 600.000 људи изведе против Црвене армије и НОВЈ у Србији (укључујући Банат) свега 80 до 90 хиљада људи. И та мања померања снага са територије Друге оклопне армије плаћена су губитком многих позиција и градова.

## Партизански пробој у Србију јануара 1944
Партизани су већ јануара 1944. године отпочели веће операције за ослобођење градова у Србији. Битка за Ивањицу је вођена јануара 1944. године између партизана са једне, и удружених осовинских снага (четника, Немаца, Бугара, љотићеваца, недићеваца) са друге стране.
Партизани су првобитно успели да заузму Ивањицу, али су интервенцијом многоструко јачих осовинских снага одбијени. Ивањица је након тога поново окупирана, и остала је под контролом Немаца до јесени те године, када је коначно ослобођена.

## Мартовски продор НОВЈ у Србију 1944
Између 14. марта и 20. маја 1944. 2. и 5. дивизија НОВЈ извршиле су наступни марш од реке Лим до реке Ибар с једне, и планина Повлен и Маљен с друге стране. Циљ ове операције био је подршка покрету отпора у Србији, повезивање са локалним партизанским снагама ради обезбеђивања јаче базе НОВЈ у Србији, и стварање крупнијих оперативних формација са тежиштем у Србији. Подршку овом продором требало је да пруже 16. и 17. дивизија НОВЈ форсирањем Дрине из Босне.
Команда Групе армија Ф сматрала је ову претњу озбиљном и направила је план сопствених противдејстава. Предузела је мере за преузимање иницијативе, сузбијање и онемогућавање операције НОВЈ. За тактичко командовање дејствима у Србији задужила је Војноуправног команданта Југоистока, генерала Фелбера. Истовремено се Команда Аг Ф старала о координацији дејстава генерала Фелбера са 2. оклопном армијом, односно са 5. СС корпусом у источној Босни и 21. корпусом у Санџаку.
Војноуправни командант Југоистока генерал Фелбер, иако није располагао фронтовским снагама, формирао је комбиновани здружени одред од позадинских немачких, бугарских и снага РЗК и СДК. Главну масу његових снага чиниле су снаге ЈВуО, које су самоиницијативно узеле широко учешће у овој операцији. Овим комбинованим снагама он је успео да спречи снаге НОВЈ да форсирају Ибар, и успео је да их држи под непрекидним притиском, непрекидно их нападајући, ометајући, узнемиравајући и слабећи.
Са своје стране, 5. СС корпус ефикасно је спречио покушаје форсирања Дрине од стране 16. и 17. дивизије НОВЈ, а 21. корпус на полазном подручју успео је да угрози нека важна подручја за НОВЈ, оба уз значајно ангажовање четника.
Тако су након 66 дана исцрпљујућих борби 2. и 5. дивизија НОВЈ биле принуђене да се повуку на полазне позиције не успевши да успоставе планиране везе и упоришне зоне, чиме је операција НОВЈ завршена неуспехом.

## Опсежне превентивне операције јула и августа 1944
Немачка команда Југоистока одлучила је да активно брани Србију, спречавајући и разбијајући концентрације снага НОВЈ у околини. Обавештајци штаба Друге оклопне армије и команда Југоистока пратили су и успешно декодирали радио-саобраћај штабова НОВЈ. На основу ових и других обавештајних података, Немци су имали верну слику кретања јединица НОВЈ. Обе стране су биле свесне значаја Србије за рат на Балкану, па је Врховни штаб настојао да створи концентрацију снага за продор у Србију, док су немачки штабови настојали у томе да га онемогуће. Све јединице које су се померале на исток систематски су нападане на осетљивим местима, као што је на пример прелаз преко реке Босне. Тако је, на пример, 11. дивизија имала тешке борбе са 7. СС дивизијом 29-31. јула 1944, којом приликом је Пета козарачка бригада имала 156 бораца избачених из строја, а погинуо је и командант бригаде Раде Кондић.
Против 12. корпуса НОВЈ и његовог покушаја маневра према Србији предузет је од стране 5. СС корпуса током јула 1944. низ операција (операције Розе и Резлајн). Непрекидне борбе довеле су до губитака и великог замора људства.
У области Берана и Андријевице 21. СС и делови 7. СС дивизије извели су у јулу неуспешну операцију Драуфгенгер против Другог ударног корпуса НОВЈ. Након продора групе Дапчевић (2. 5. и 17. дивизија) преко Ибра, под командом штаба 5. СС корпуса предузета је западно од Ибра најамбициознија операција разбијања концентрације НОВЈ — операција Рибецал. 1. брдска и 7. СС дивизија уз учешће делова 181, 369, и 21. СС дивизије, 2. пука Бранденбург и четника, извеле су концентричан напад на Први пролетерски и 12. корпус НОВЈ. Први пролетерски корпус маневром је избегао напад и пребацио се преко Лима у Србију. Планирани напад на њега није уследио, јер је 1. брдска дивизија услед догађаја у Румунији морала бити пребачена у источну Србију. Првих дана септембра, под борбом против делова 7. СС дивизије, преко Дрине се у Србију пребацио и 12. корпус.

## Топличко-јабланичка операција
Топличко-јабланичка операција представља почетну фазу битке за Србију. Док је Друга оклопна армија водила операције у циљу спречавања преласка снага НОВЈ у Србију из Босне и Црне Горе, командант Србије, генерал Ханс Фелбер, имао је задатак да отклони претњу од новоформираних снага НОВЈ унутар Србије.
Основни војни циљ битке за Србију биле су комуникације од виталног значаја на Балкану, а управо на најосетљивијем месту, у простору између две једине комуникације, јужноморавске и ибарске, формирала се, уз савезничку помоћ, најбројнија групација НОВЈ у Србији.
Против јаке партизанске групације немачки генерал Фелбер испланирао је и покренуо низ операција ради њеног разбијања. Овај низ састојао се од три сукцесивне операције, Операцију „Трумпф” (Адут), „Халали” и „Кераус” (Последњи плес). Овај низ повезаних операција, заједно са противактивностима јединица НОВЈ, у послератној југословенској историографији добио је заједнички назив Топличко-јабланичка операција.
Будући да генерал Фелбер није располагао фронтовским јединицама, већ само полицијским и територијалним, ангажовао је шаролике осовинске снаге. Поред уобичајених квислиншких снага (бугарских окупационих трупа, СДС, СДК, РЗК), током ових операција најзначајнији савезник биле су му јединице ЈВуО. С обзиром да је Михаиловић сматрао својим виталним интересом ликвидацију НОВЈ у Србији, ангажовање ЈВуО било је репрезентативно: запажену улогу имала је Четврта група јуришних корпуса ЈВуО, као главна мобилна формација у Србији, као и Расинско-топличка група корпуса и Други косовски корпус ЈВуО.
Захваљујући бројчаној и техничкој надмоћи, трупе генерала Фелбера су успеле да потисну јединице НОВЈ са слободне територије. Све три дивизије НОВЈ нашле су се на уском простору, са непријатељима испред, а бугарском и албанском границом позади. Еластичном одбраном и маневрисањем између непријатељских колона, ове јединице су ипак избегле веће губитке.
Истовремено са битком против НОВЈ, генерал Михаиловић је наређивао да се Србија „очисти” од комуниста и њихових симпатизера међу становништвом.

## Продор НОВЈ у западну Србију
Уочи битке са партизанима, немачки Вермахт је снабдео четнике расположивим залихама италијанског пешадијског оружја и муниције:
У надовези на договор од 15. 8. саопштава се, да се за издавање четничким јединицама могу ставити на располагање, у најбољем случају, следећа оружја: 7.000 пушака 6,5 мм са по 100 метака 50 теш. митраљеза 8 мм са по 13.000 метака 42 лака бацача 4,5 мм са по 250 метака. Упозорава се на то, да је тиме исцрпљена целокупна залиха италијанске пешадијске муниције у домену Команданта Југоистока и да се нове пошиљке могу очекивати тек од октобра 1944. године и то у ограниченом обиму.
— Обавештење команде Југоистока о одобравању оружја и муниције четницима (16. август 1944)
У бици на Јеловој гори партизански Први пролетерски корпус разбио је 9. септембра 1944. четничку главнину; од тог тренутка Дража Михаиловић и његове јединице престали су бити политички и војни фактор у Србији.
Први корпус је имао доста невоља да ослободи Ваљево. Немци, који су одступали, и за које је ово био кључни положај, одлучили су да га по сваку цену задрже и гарнизон се учврстио све до задњег човека у последњем упоришту око касарне претворене у тврђаву веома добро планираним и изведеним фортификацијским системом. У бици која је настала, партизани су претрпели тешке губитке и савладали су непријатеља тек кад су два савезничка „бофајтера” са ракетама, позвана из Италије, задала завршни ударац опкољеном гарнизону, обрушавајући се и испаљујући ракете из непосредне близине на зграду касарне.
Брзи пад Ваљева изненадио је многе житеље који су сарађивали с окупатором и нису имали времена да организују бекство. Ту су спадали: присталице Недића и Љотића, као и неки четници. На фасади једне куће још увек су стајале пароле: „Нека дуго живи Љотић! Смрт бољшевичком олошу!”, које власник, упркос грчевитих напора у задњем часу, није успео да избрише.
У ослобођеном Ваљеву је обављена концентрација људства и потом се кренуло ка Аранђеловцу, 60 km јужно од Београда.
Септембра месеца 1944 године Колубарски корпус ЈВуО и Немци су заједно бранили Уб од јединица Народноослободилачке војске.

## Продор Црвене армије у источну Србију
У вези са избијањем Црвене армије у Румунију и њеним приближавањем, у источној Србији приступљено је формирању 45. дивизије. Потом је основан 14. корпус, у чији састав су ушле: 23, 25. и 45. дивизија, за садејство јединицама Црвене армије. Приликом формирања 14. корпус је имао 51.927 бораца. Корпус је предузео даље надирање ка Дунаву у циљу што бржег успостављања везе са Црвеном армијом.
Немачка команда је очекивала избијање снага Црвене армије на границе Југославије. Због тога је груписала у источној Србији јаке снаге да спрече продор Црвене армије. Главнину непријатељских снага сачињавала је немачка 1. брдска дивизија и два пука „Брандербург” са више мањих јединица. Две дивизије 14. корпуса НОВЈ упућене су према Великој Морави да дејствују на комуникације према Београду и у позадини ове немачке групације.
После готово двонедељних борби јединица 14. корпуса, уз садејство 113. и 223. дивизије, артиљерије и тенкова Црвене армије, отпор немачке групе је сломљен, градови су ослобођени, али главнини немачке групације је успело да се повуче. Уништена је тек пред Београдом.

## Нишка операција
Нишку операцију извеле су снаге НОВЈ и Бугарске армије уз садејство совјетског ваздухопловства против немачких снага на простору Ниш — Лесковац — Власотинце. Операција је започела 8. октобра 1944. и трајала је 7 дана. Снаге нападача оствариле су знатну бројчану премоћ и пред почетак операције заузеле повољне позиције, и током наступања натерале су немачке јединице на повлачење, опколиле их, разбиле и нанеле им тежак пораз. Ослобођена је долина Јужне Мораве и сва места источно од ње.
Током операције испољиле су се слабости у садејству између југословенских и бугарских јединица, што је омело постизање још већег успеха. Неприхватљиво понашање бугарских јединица током борбе и ван ње довело је до затегнутости и кризе у односима две стране.

## Београдска операција
Београдска операција представља једну од највећих и најзначајнијих битака на Балкану у Другом светском рату.
Операција је трајала од 12. до 20. октобра 1944. године и представљала је део опсежног оперативног плана Трећег украјинског фронта Црвене армије и НОВЈ, надовезујући се без застоја на операције у источној Србији и настављајући се гоњењем непријатеља кроз Срем. Здружене јединице НОВЈ и Црвене армије нанеле су у овој операцији немачкој Групи армија Србија тежак пораз, ослободиле су Београд, главни град Југославије и велики део Србије.
Ослобођењем Београда окончана је 1287 дана дуга немачка окупација главног града Југославије. Београд је (уз делимично Париз) био једини главни град у Европи у чијем је ослобађању са армијама великих антифашистичких сила равноправно учествовала регуларна национална војска, Народно ослободилачка војска Југославије. Београд је по ослобођењу постао војни, политички и административни центар и седиште владе нове, социјалистичке Југославије.

## Каснији развој
„Дража Михаиловић ће наставити борбу против комунизма… Сада је ствар у томе, како употребити четничке јединце као претходнице и осигурање за комуникације приликом предстојећег измештања њемачких трупа из Србије.“
— Забелешка са саветовања немачког окупационог врха о четничком питању у Србији, 8. октобра 1944.
Након пораза у Србији, остаци немачких снага су покушали да се пробију на запад, ка границама Трећег рајха.
Јединице које су покушавале да се пробију биле су састављене на брзу руку од остатака неких пет-шест различитих дивизија и, посматрајући мртве, препознавали смо познате ознаке: рунолист „Прве алпске дивизије” и двоструку муњу дивизије „Принц Еуген”. Коло среће се заиста окренуло откако смо стајали лицем у лице са овим истим јединицама у оним раним, опасним данима у босанским планинама.— Фицрој Меклејн
Ослобођењем Београда, герилска фаза народноослободилачке борбе се завршила. За неколико недеља Србија, Македонија, Црна Гора, Херцеговина, Далмација и велика подручја Босне и Хрватске били су ослобођени. Немци су сада били у потпуном повлачењу и њихова стратегија била је усмерена једино на то да сачувају комуникације којима су одступали. Сукладно томе, они су сакупили главнину својих снага да одрже главну комуникацију на линији Сарајево—Брод—Загреб са голим минимумом територије потребне за одбрану.
Североисточно од Брода, штитећи други бок одступнице коју је озбиљно угрожавала Црвена армија, Немци су пружали снажан отпор у Срему. Овде је стабилизован сремски фронт, на коме су се Немци очајнички одупирали удруженим снагама Совјета, Југословена и Бугара. У међувремену, на северу Југославије, у Хрватској и Словенији, Немци су припремали одбрамбене линије на које су мислили да се коначно повуку. У периоду од два-три месеца, герилско ратовање претворило се у фронтални рат, који је био сасвим нов за партизане.